# Irnik Point
Irnik Point är en udde i Antarktis. Den ligger i Sydshetlandsöarna. Argentina, Chile och Storbritannien gör anspråk på området.
Terrängen inåt land är varierad. Havet är nära Irnik Point norrut. Trakten är obefolkad. Det finns inga samhällen i närheten. 